# Carabaque
Carabaque (Karabax ou Karabakh; em armênio/arménio:  Ղարաբաղ; em azeri:  Qarabağ) é uma região histórica e geográfica situada no atual sudoeste do Azerbaijão e leste da Armênia, estendendo-se desde as terras altas do Pequeno Cáucaso até os vales entre os rios Cura e Aras. A área abrange três outras regiões: o chamado Alto Carabaque (a antiga província armênia de Artsaque), o Baixo Carabaque (as estepes ao sul do Cura) e parte de Siunique. Geograficamente a região do Carabaque se encontra na parte mais oriental do Planalto Armênio.

## Etimologia
O nome Carabaque é tido geralmente como originário do turcomano e do persa, e significa literalmente "jardim negro". Uma teoria alternativa diz que o nome teria uma origem turco-armênia, e significaria "Grande Baghk", uma referência ao reino de Ktish-Baghk, um dos principados de Artsaque..
O local é mencionado pela primeira vez nas Crônicas Georgianas (Kartlis Tskhovreba, "A Vida dos Georgianos"), assim como em fontes persas dos séculos XIII e XIV. O nome se tornou comum depois da década de 1230, quando a região foi conquistada pelos mongóis..

## História

Carabaque, juntamente com as províncias (ascar) de Artsaque (Orquistena) e Otena, como parte da Grande Armênia.

No século XV o viajante alemão Johann Schiltberger percorreu o Baixo Carabaque e o descreveu como uma ampla e bela planície na Armênia. Ele escreveu:
"Os Infiéis possuem todo [o Baixo Carabaque], e no entanto ele se situa na Ermenia (sic). Existem também armênios nas vilas, porém eles têm de pagar tributo aos Infiéis. Sempre vivi com os armênios, porque são muito amistosos com os alemães. (...) Na Armênia existem três reinos; um chama-se Tiffliss, o outro é Syos, e o terceiro Ersingen; os armênios o chamam de Ising-kan, e esta é a Pequena Armênia. Eles também dominaram a Babilônia por muito tempo; porém agora já não mais a possuem." De acordo com os editores do livro, por diversas vezes Schiltberger teria dado muita atenção aos contos e histórias exageradas de seus amigos armênios.

O Alto Carabaque (em russo Nagorno-Karabakh) ou Artsaque foi, de 821 até o início do século XIX, governado pela dinastia armênia de Khachen e seus diversos sucessores, os meliques do Carabaque.. Em 1747 Pana Javanxir, um líder tribal local turcomano, se apoderou da região após a morte de Nadir Xá, e tanto o Baixo quanto o Alto Carabaque passaram a fazer parte do novo Canato do Carabaque. Ainda assim o Alto Carabaque continuou a ser governado por seus próprios príncipes hereditários, conhecidos como meliques, até o território ser anexado pela Rússia, em 1805.. 

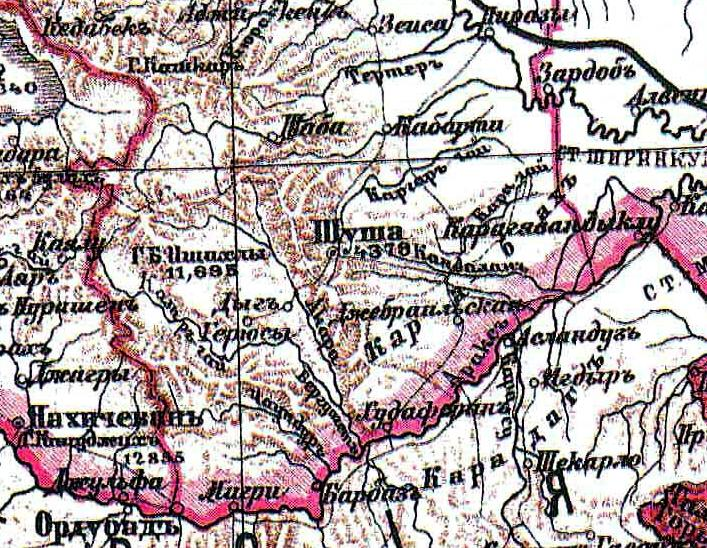
Carabaque, em antigo mapa russo (ESBE).

Sob o domínio russo o Carabaque foi definido como uma região com uma área de 13.600 km², com a cidade de Shusha (ou Shushi) como sua capital. Sua população consistia de armênios e muçulmanos de diferentes etnias, em números praticamente equivalentes: enquanto o Alto Carabaque era povoado quase que completamente por armênios, o Baixo Carabaque era majoritariamente islâmico.
Em 1923 parte do Alto Carabaque foi transformado no Oblast Autônomo de Alto Carabaque, dentro da República Socialista Soviética do Azerbaijão. Em 1991 o governo local de Alto Carabaque e o de Shahumian declarou unilateralmente sua independência da RSS do Azerbaijão, formando a República do Alto Carabaque (República do Alto Carabaque, atual República de Artsaque), que permanece até hoje sem reconhecimento internacional. Partes do Baixo Carabaque têm sido controladas pelas forças armênias desde a Guerra do Alto Carabaque, que terminou em 1994.

## Galeria

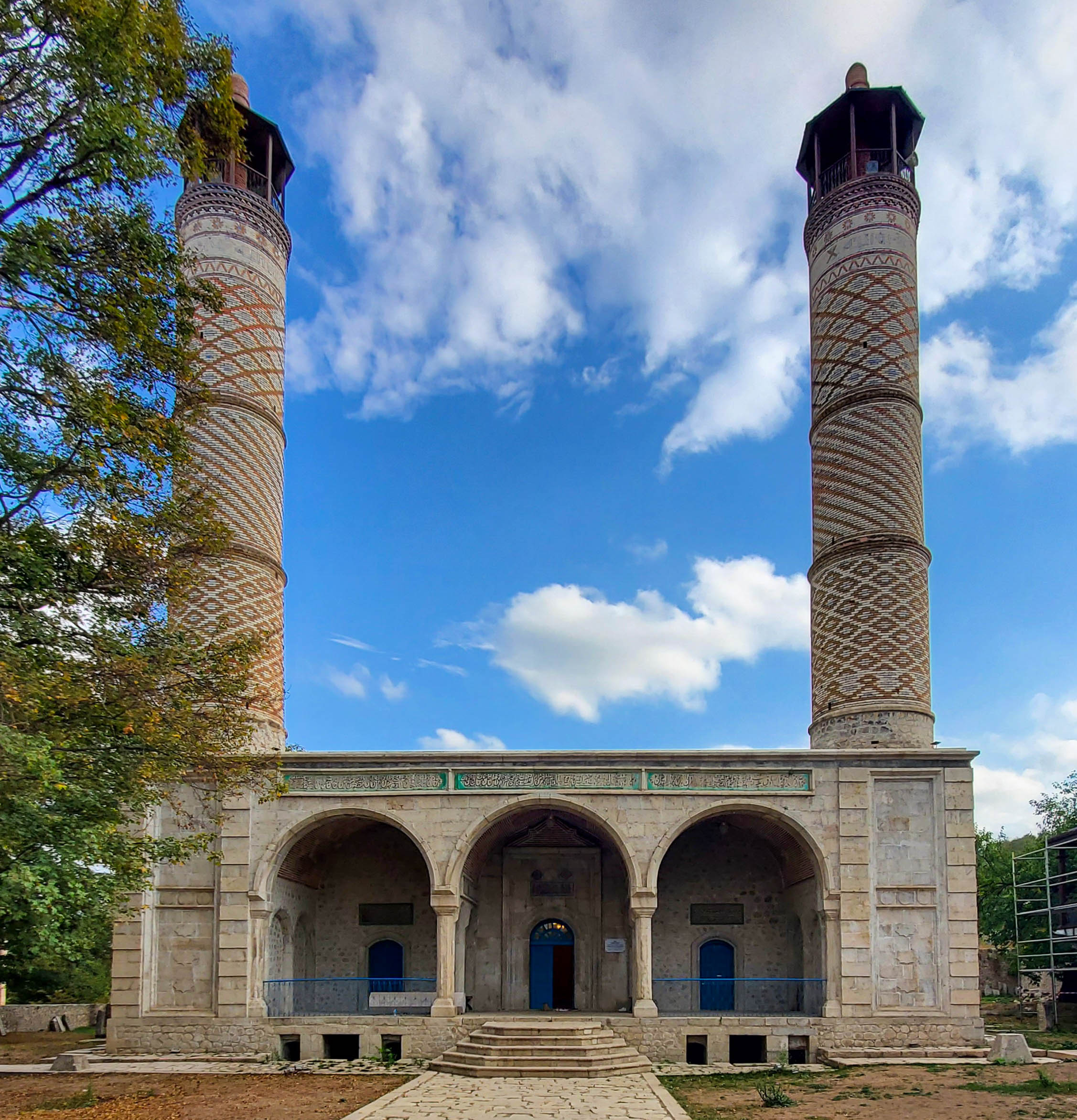
Grande Mesquita de Govhar Agha (séc. XVIII)
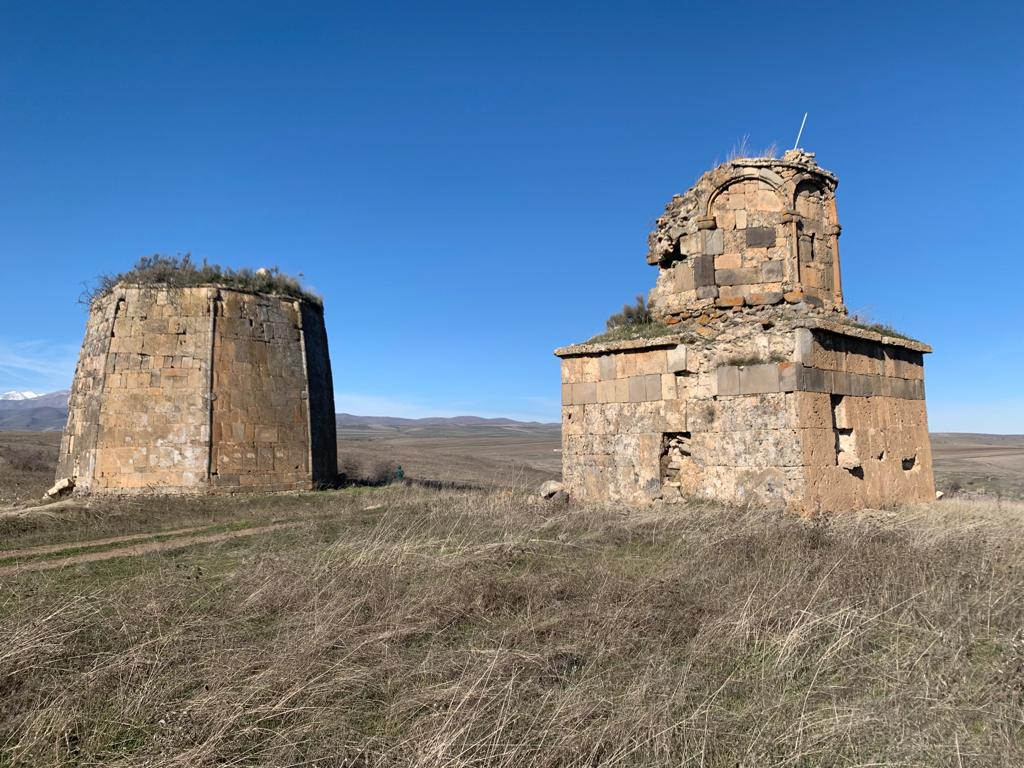
Mausoléu de Melique Aidar (séc. XIV)
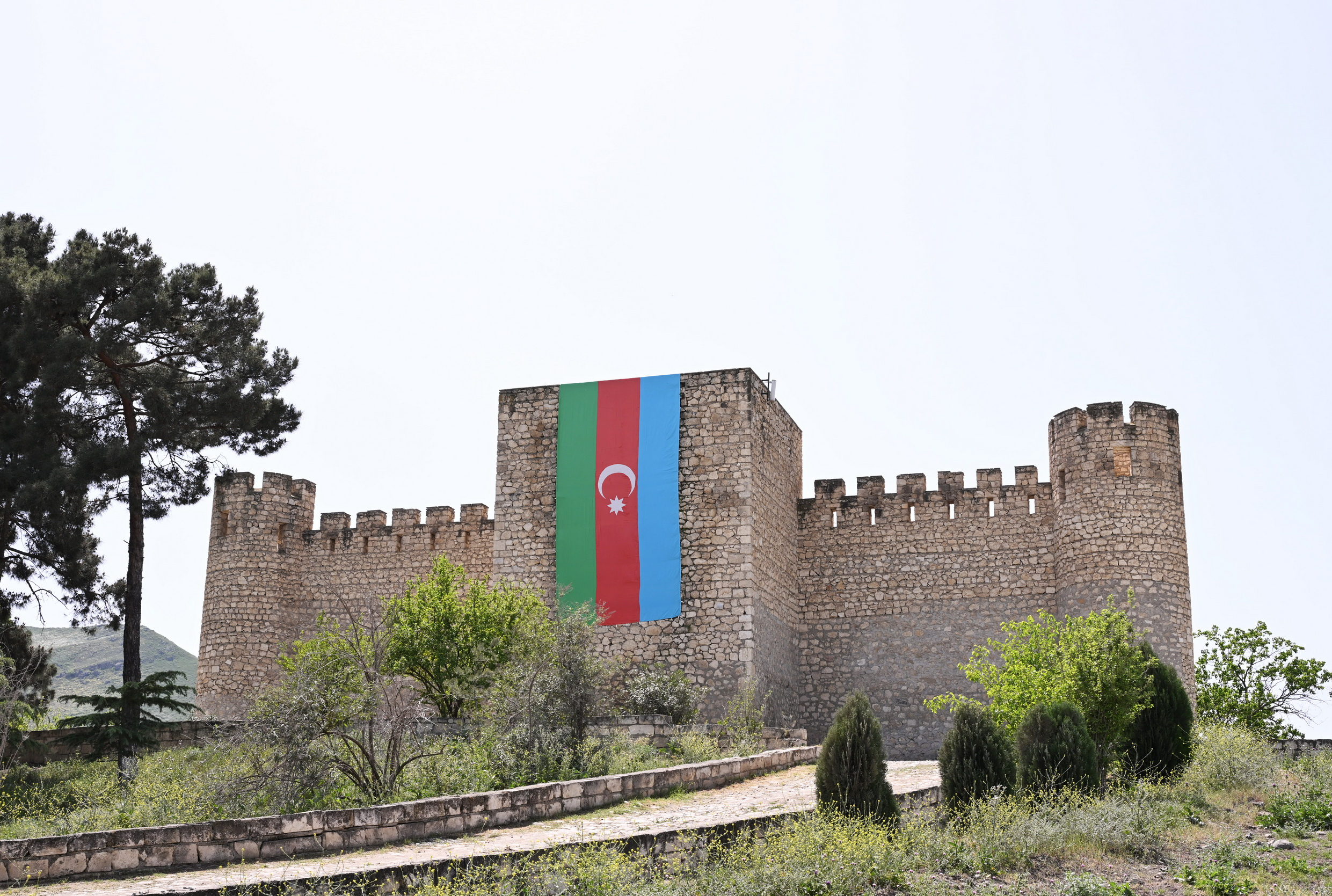
Fortaleza Shahbulag (séc. XVIII)
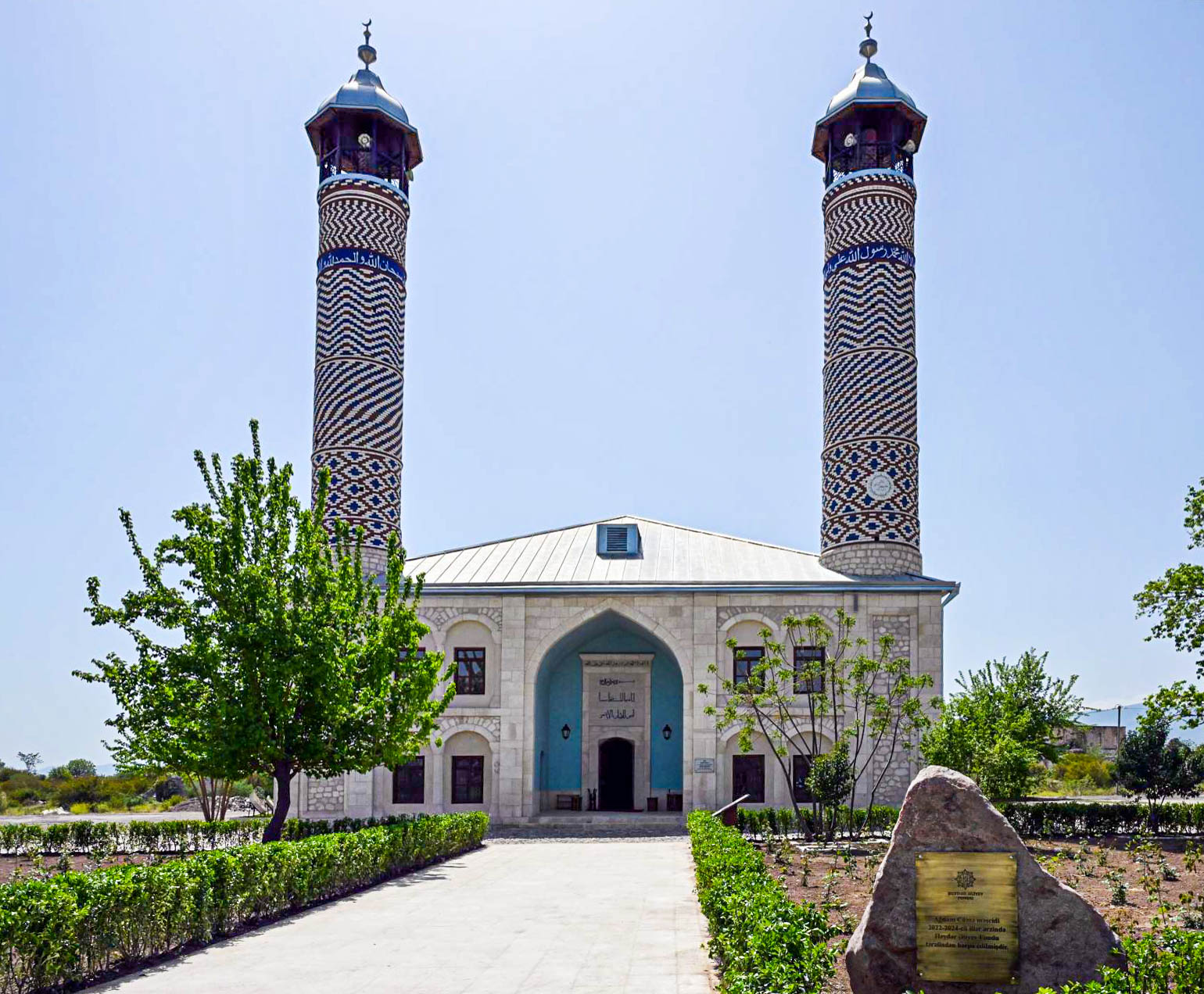
Mesquita de Agdam
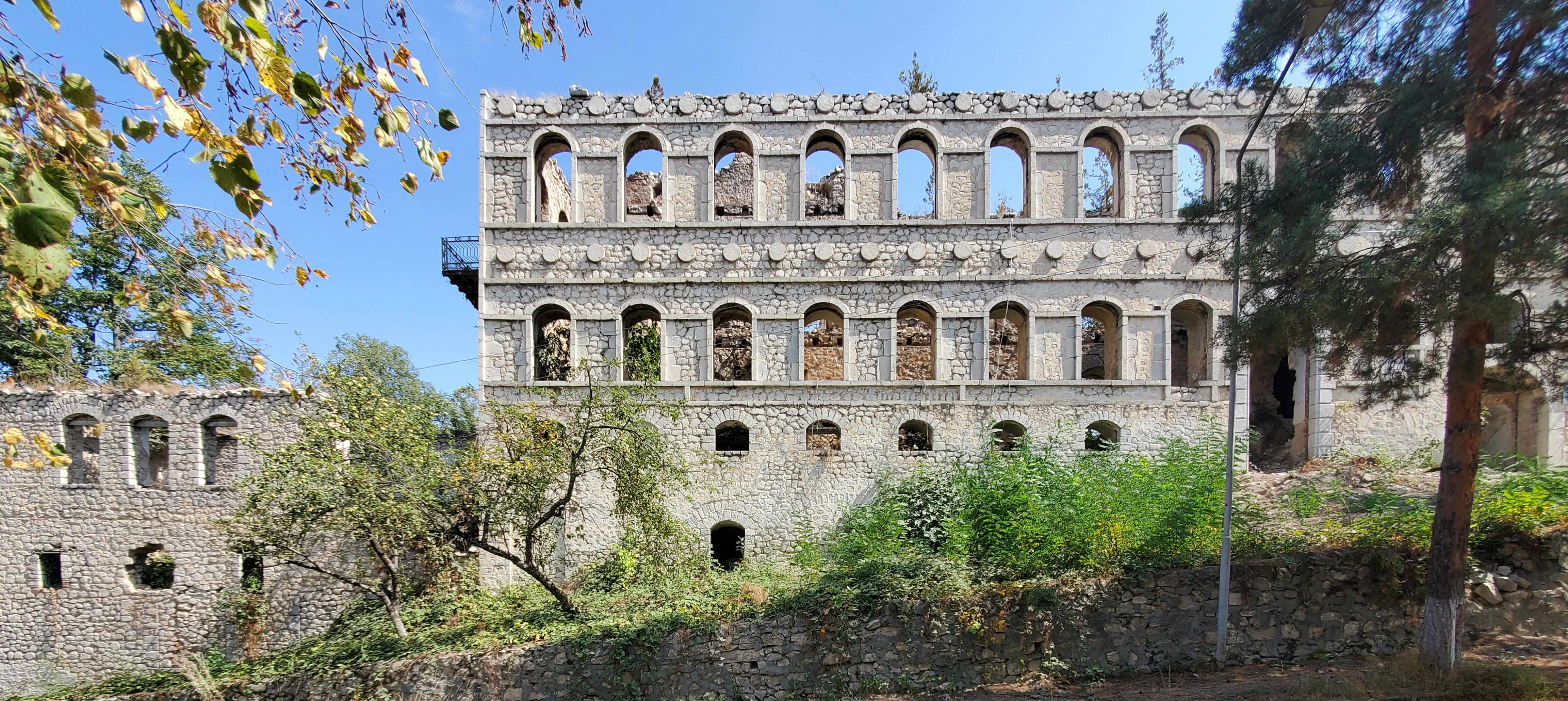
Casa de Khurshidbanu Natavã
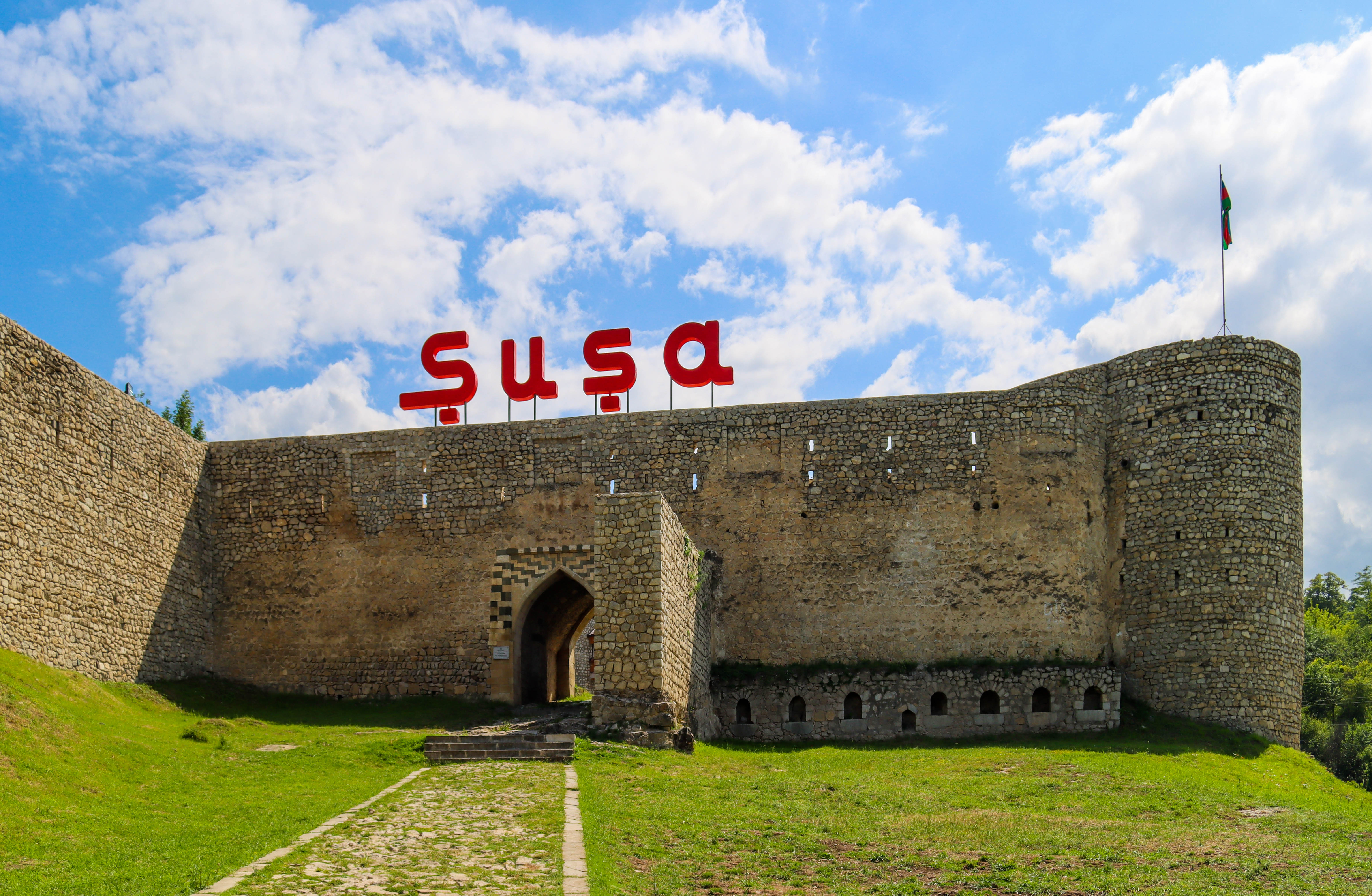
Fortaleza de Shusha (séc. XVIII)
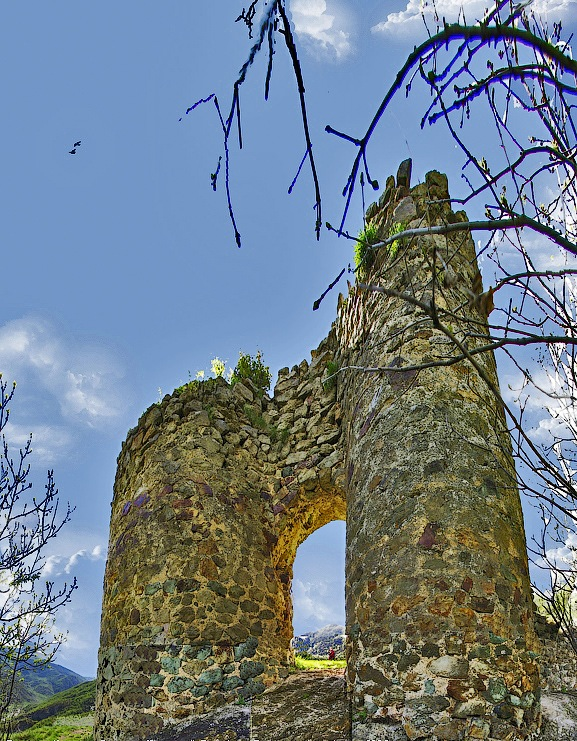
Fortaleza de Handaberde (séc. IX)
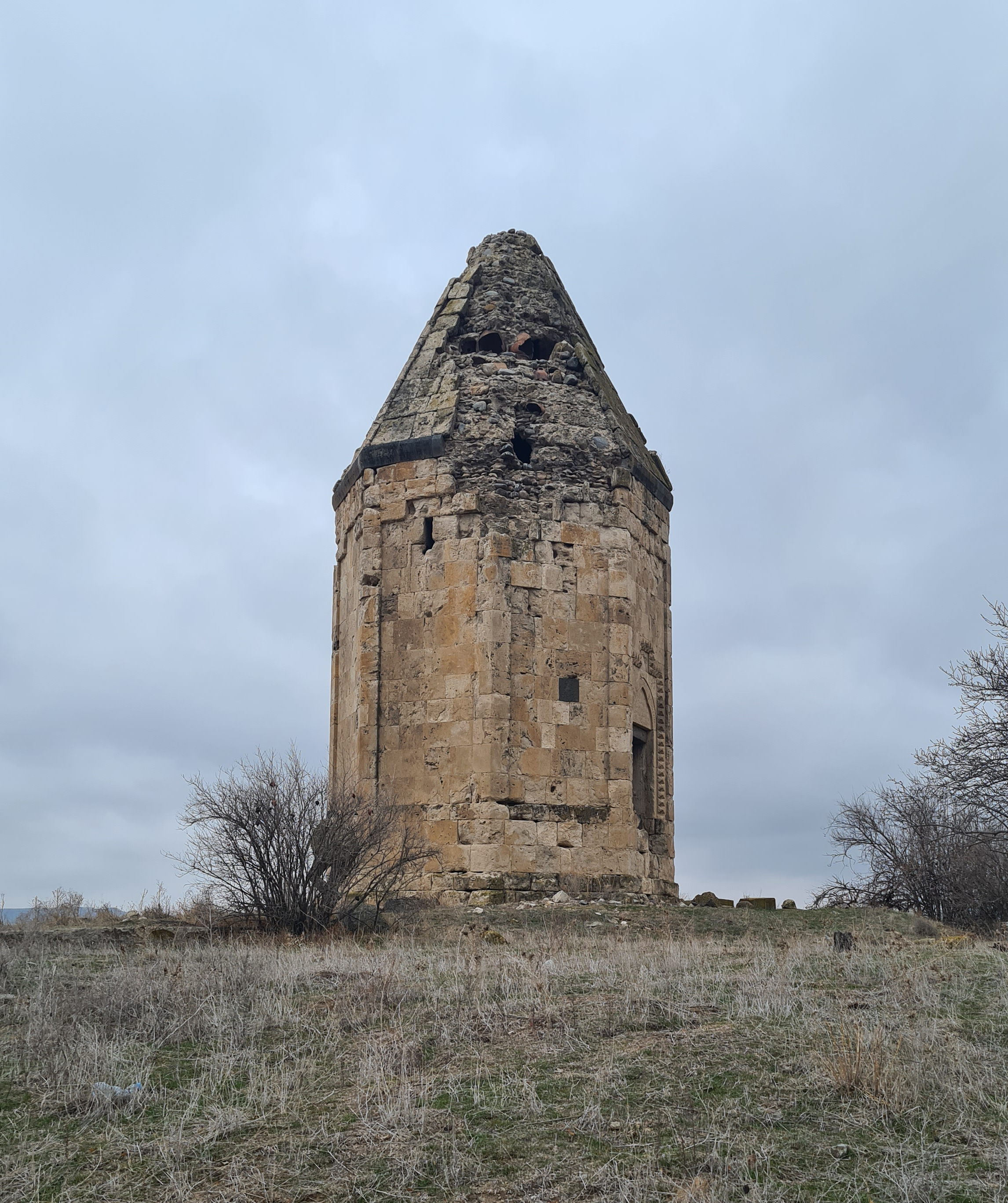
Mausoléu de Yahyi ibn Muhammad al-Hajja (1305)
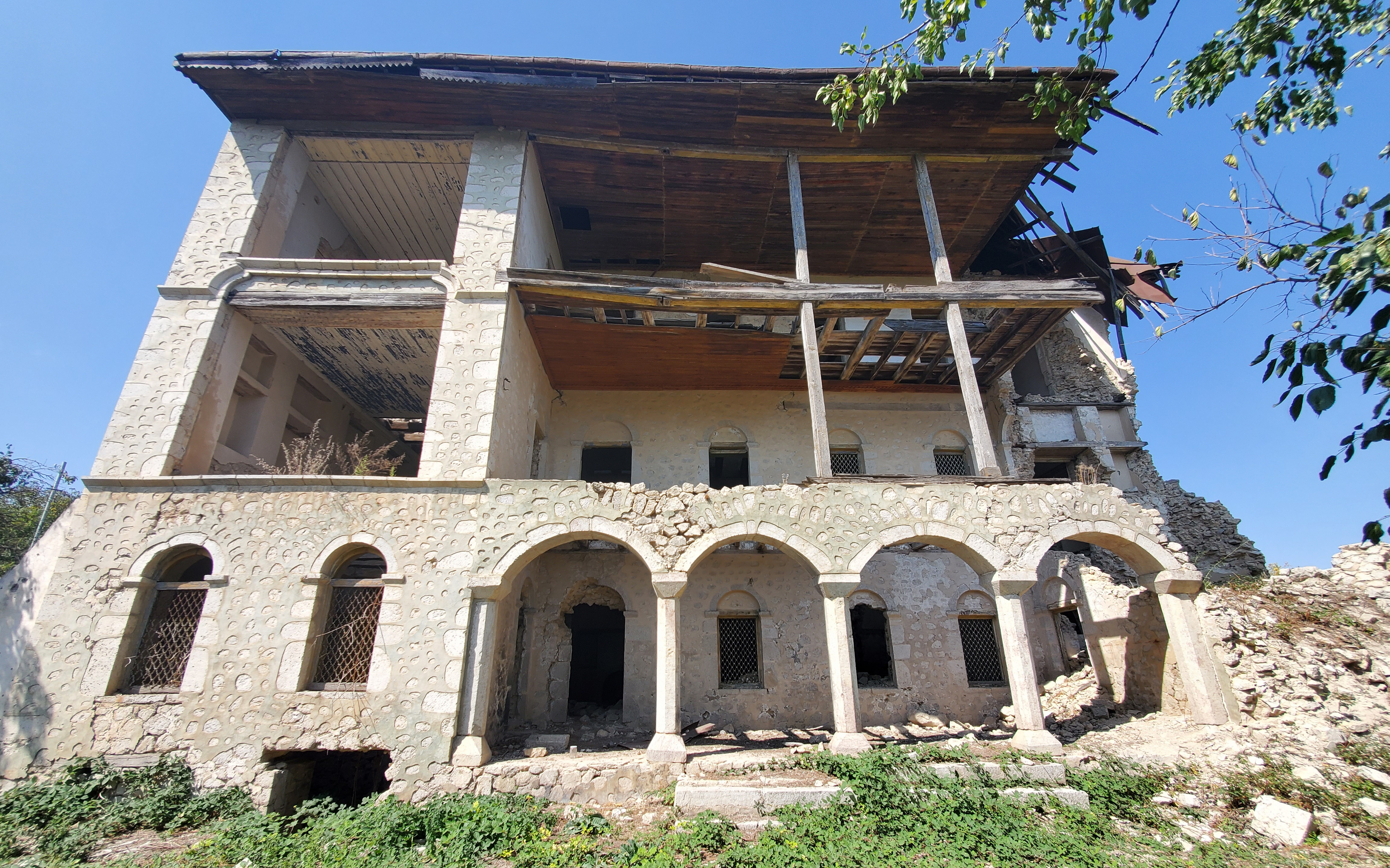
Casa dos Zohrabbeyov
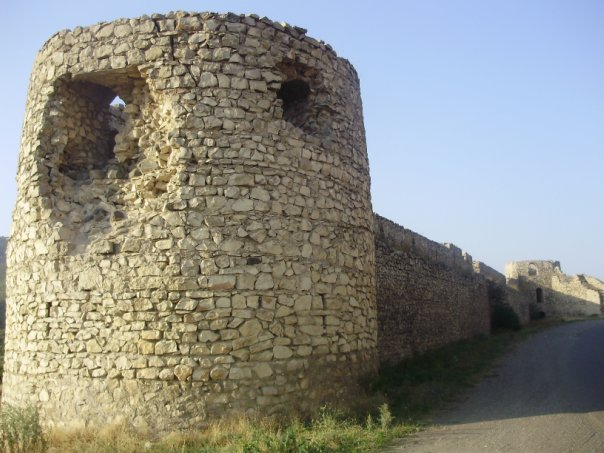
Fortaleza de Asquerã (séc. XVIII)
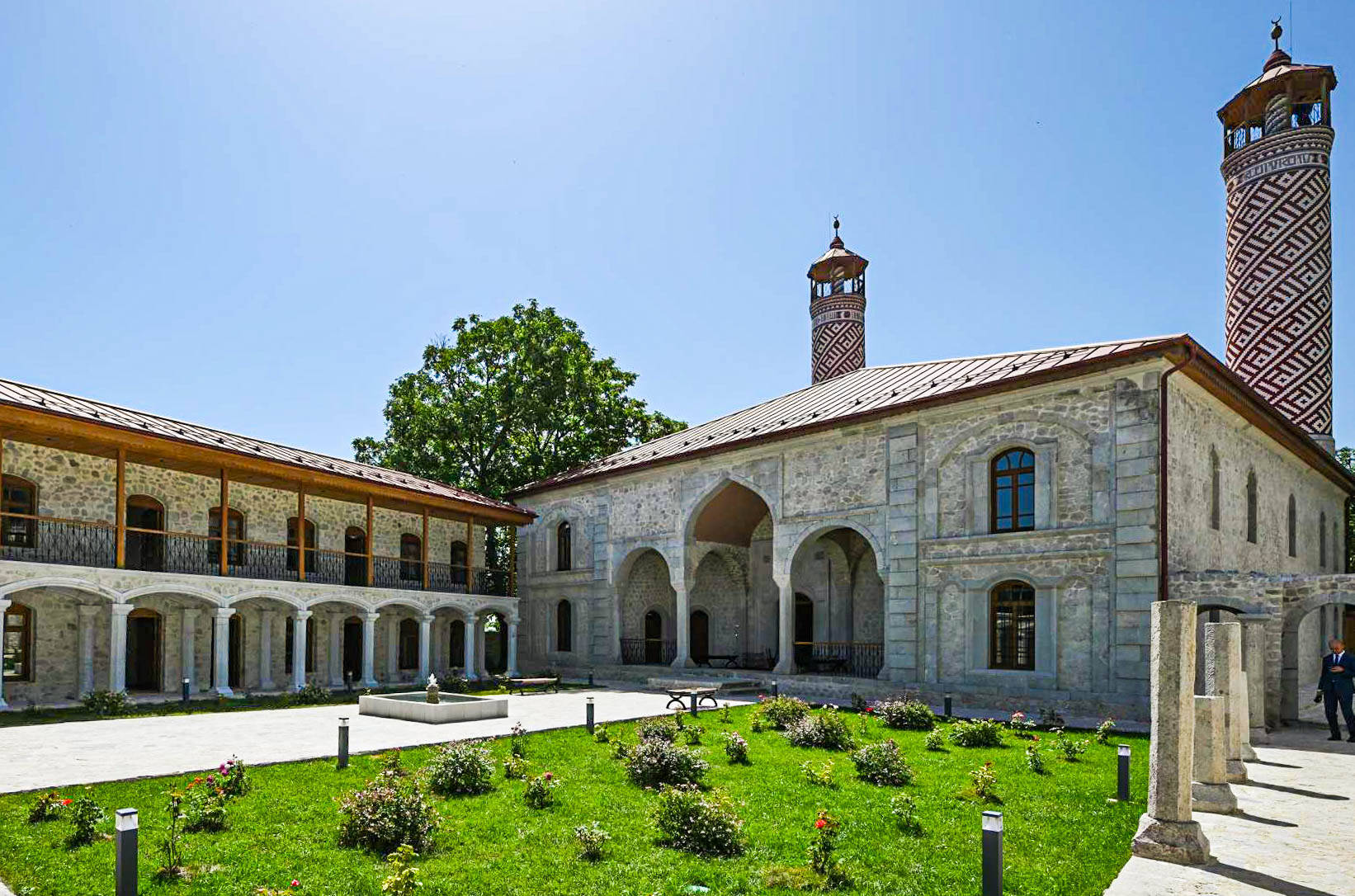
Pequena Mesquita de Govhar Agha (séc. XIX)
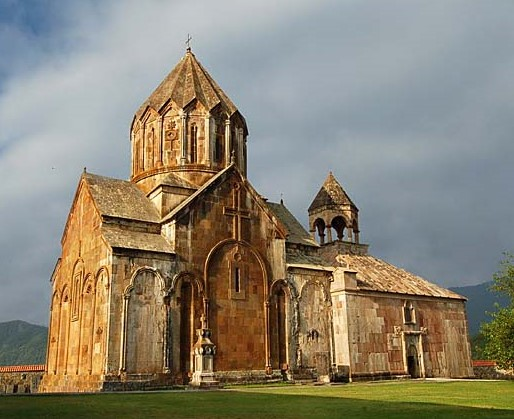
Mosteiro de Ganzasar (1216-1238)
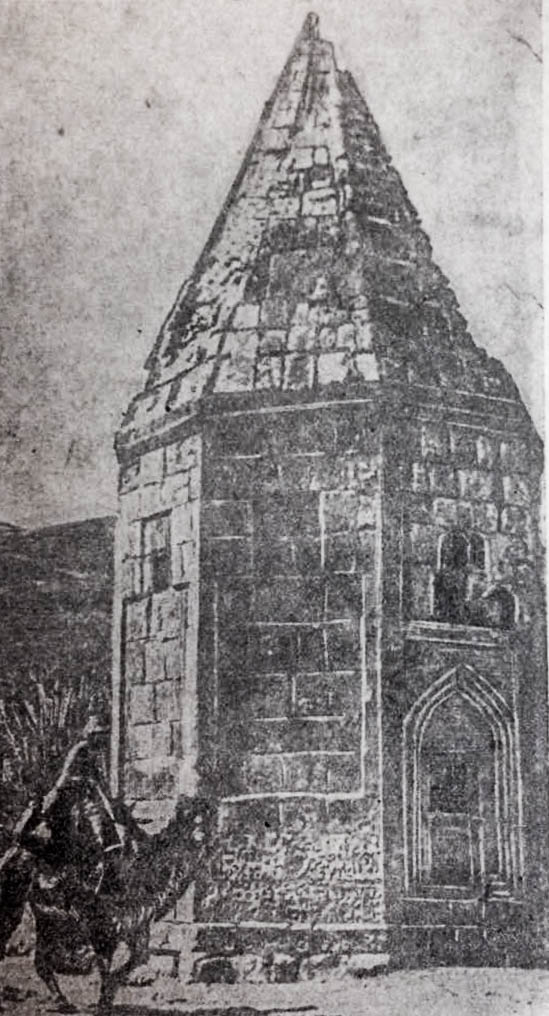
Mausoléu de Javanxir (séc. XIV)
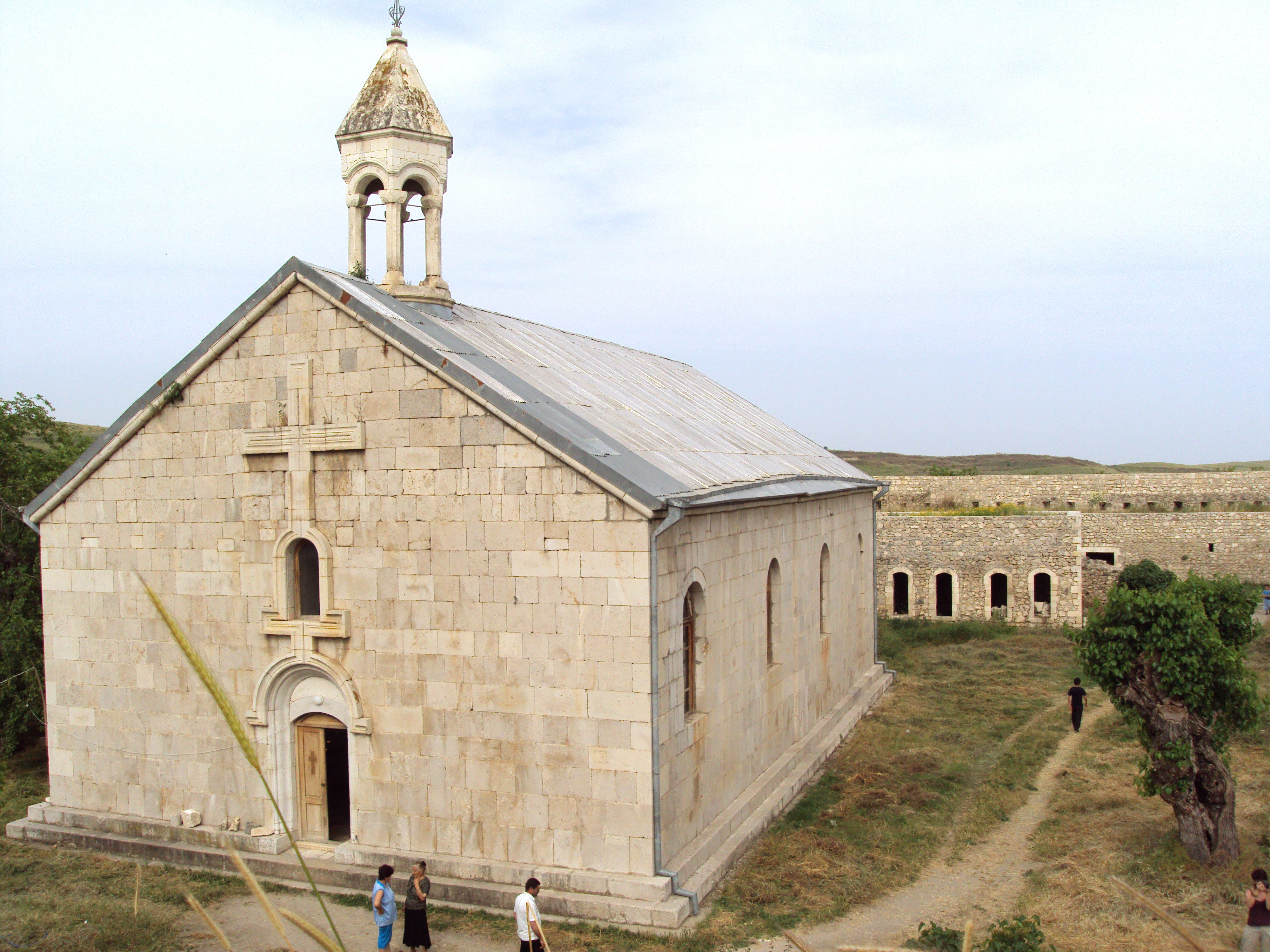
Mosteiro de Amaras (séc. IV)
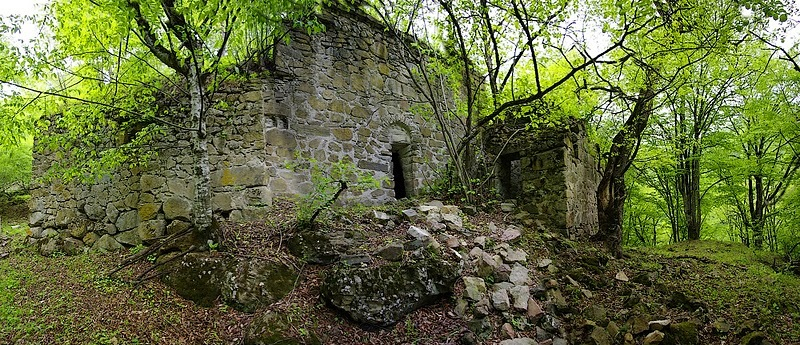
Restos do Mosteiro de Karmiravan (séc. XIII)
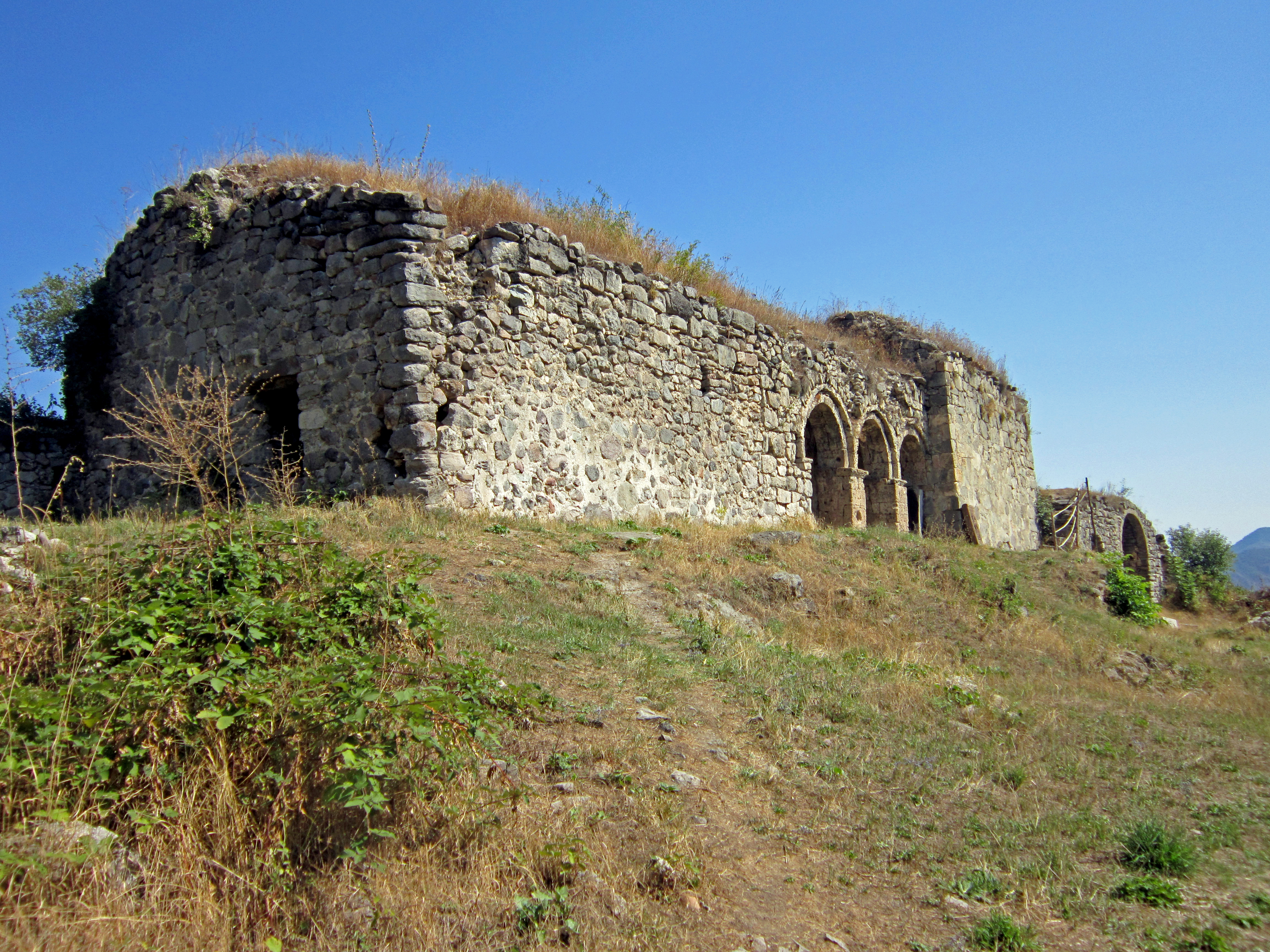
Restos do complexo do mosteiro Akobavank (séc. XII-XIII)
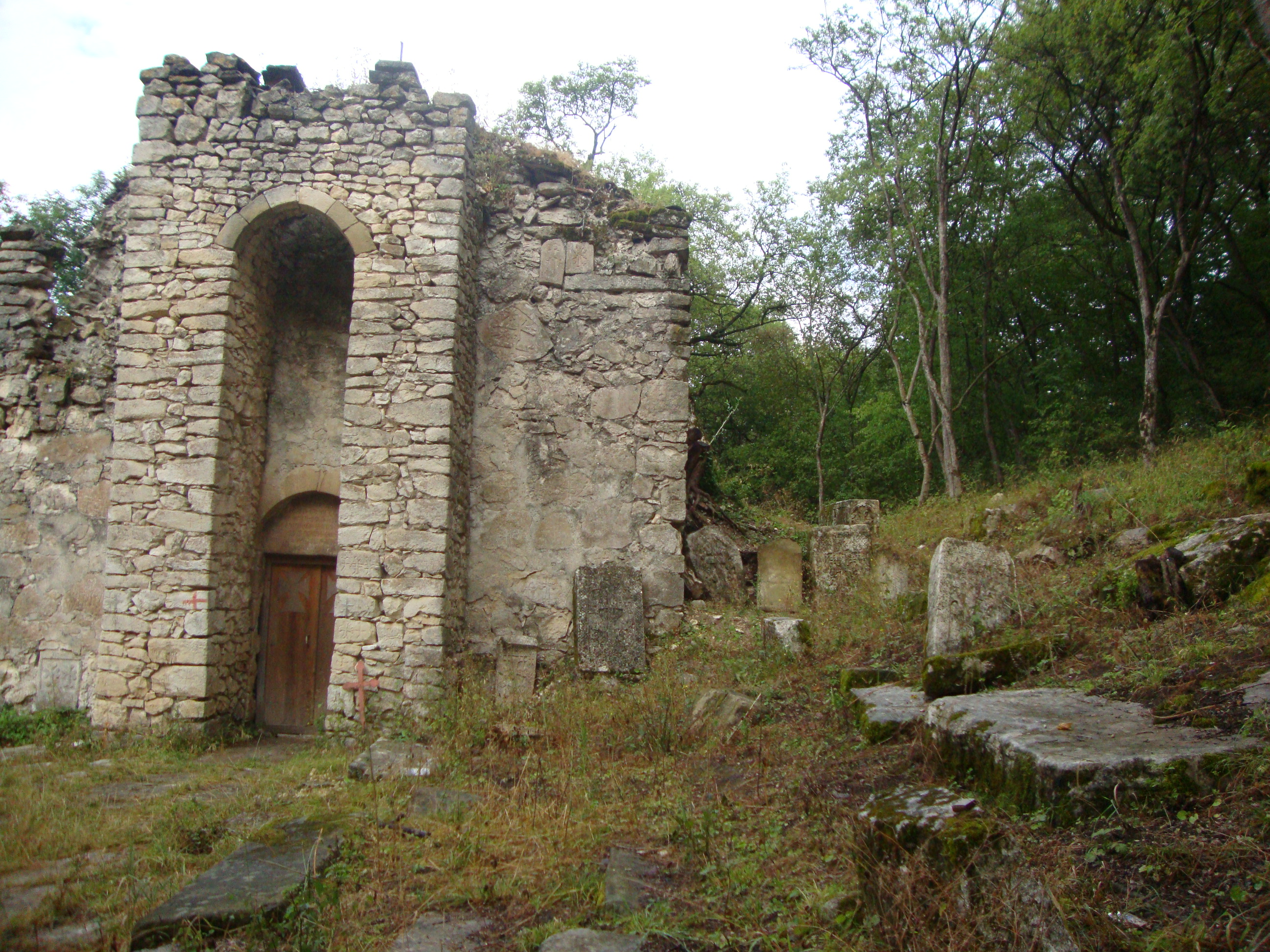
Restos do complexo do mosteiro Khorekavank (séc. V-XIII)
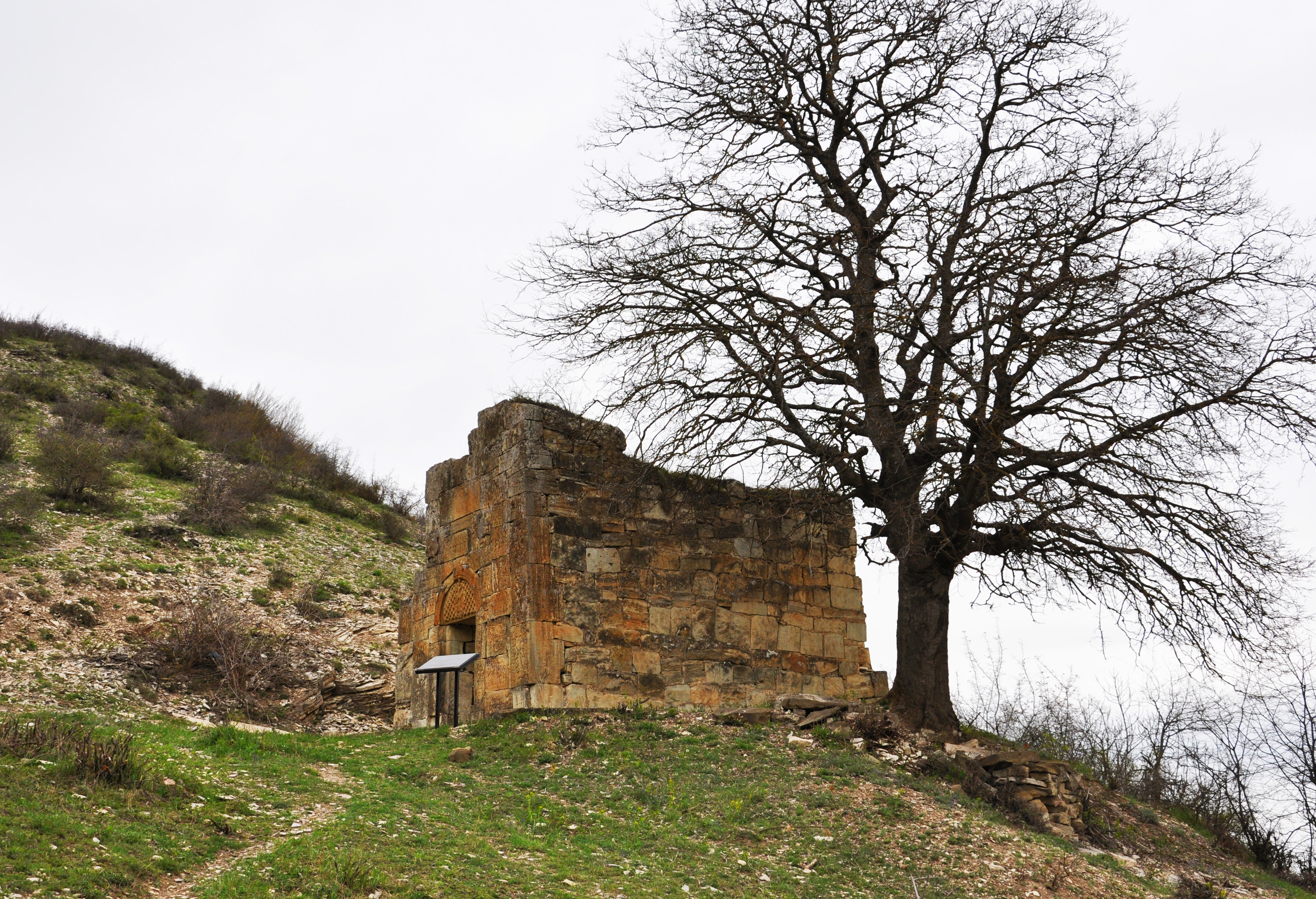
Restos do Mosteiro Bri Yekhtsi (séc. XIII)
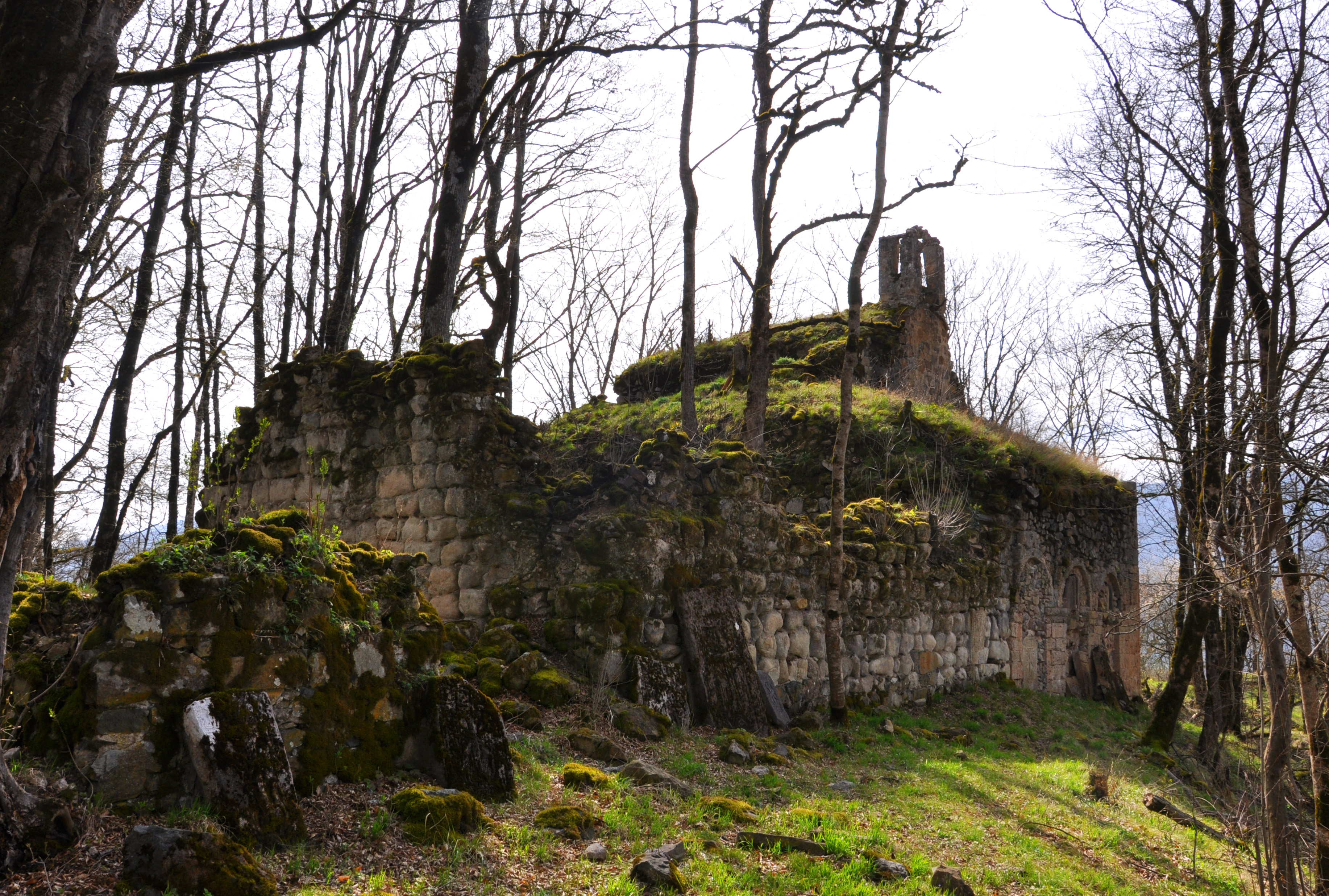
Ruínas do Mosteiro de Koshik Anapat (séc. XII)
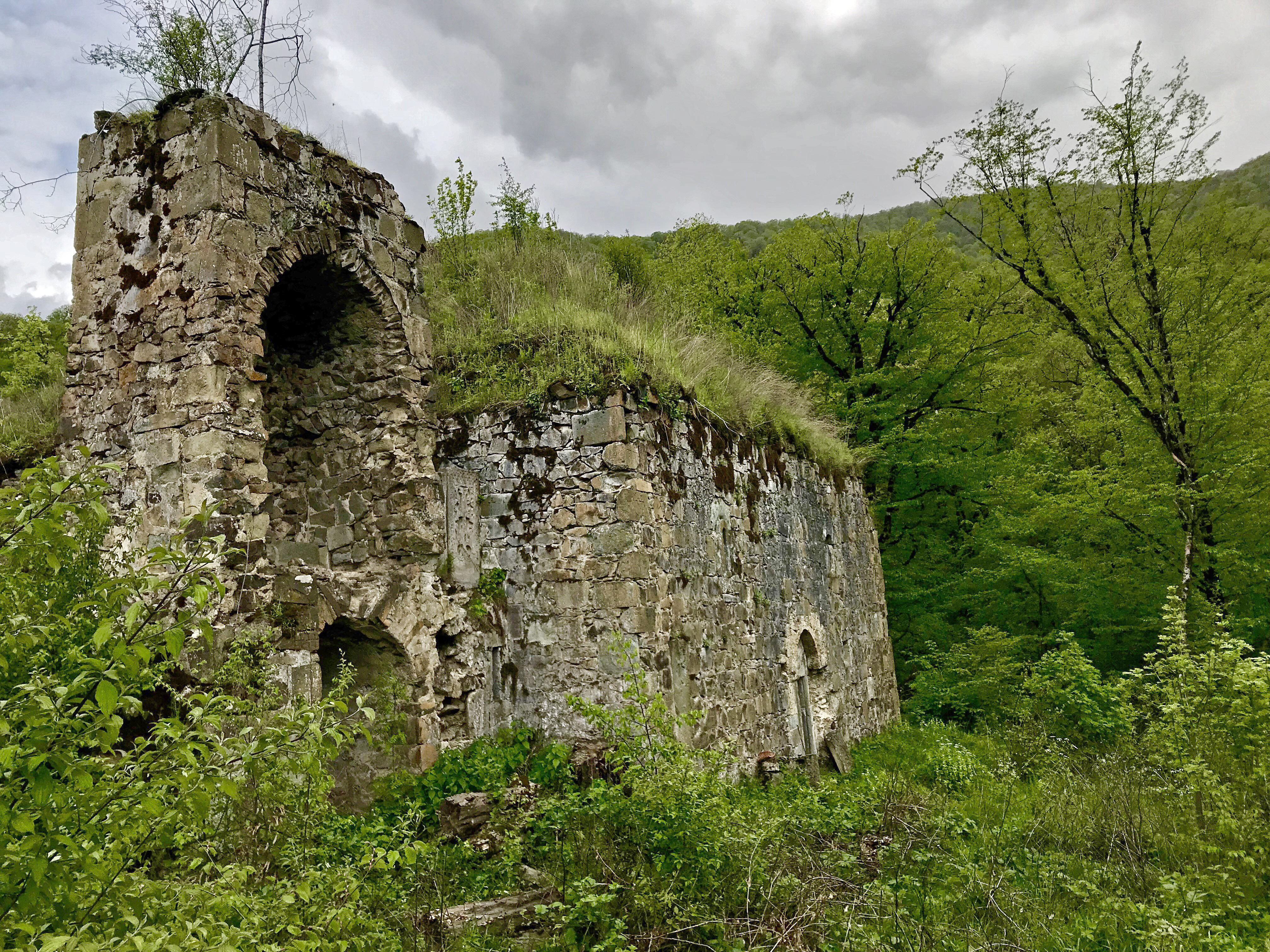
Restos do Mosteiro de Hatravank (séc. XII)
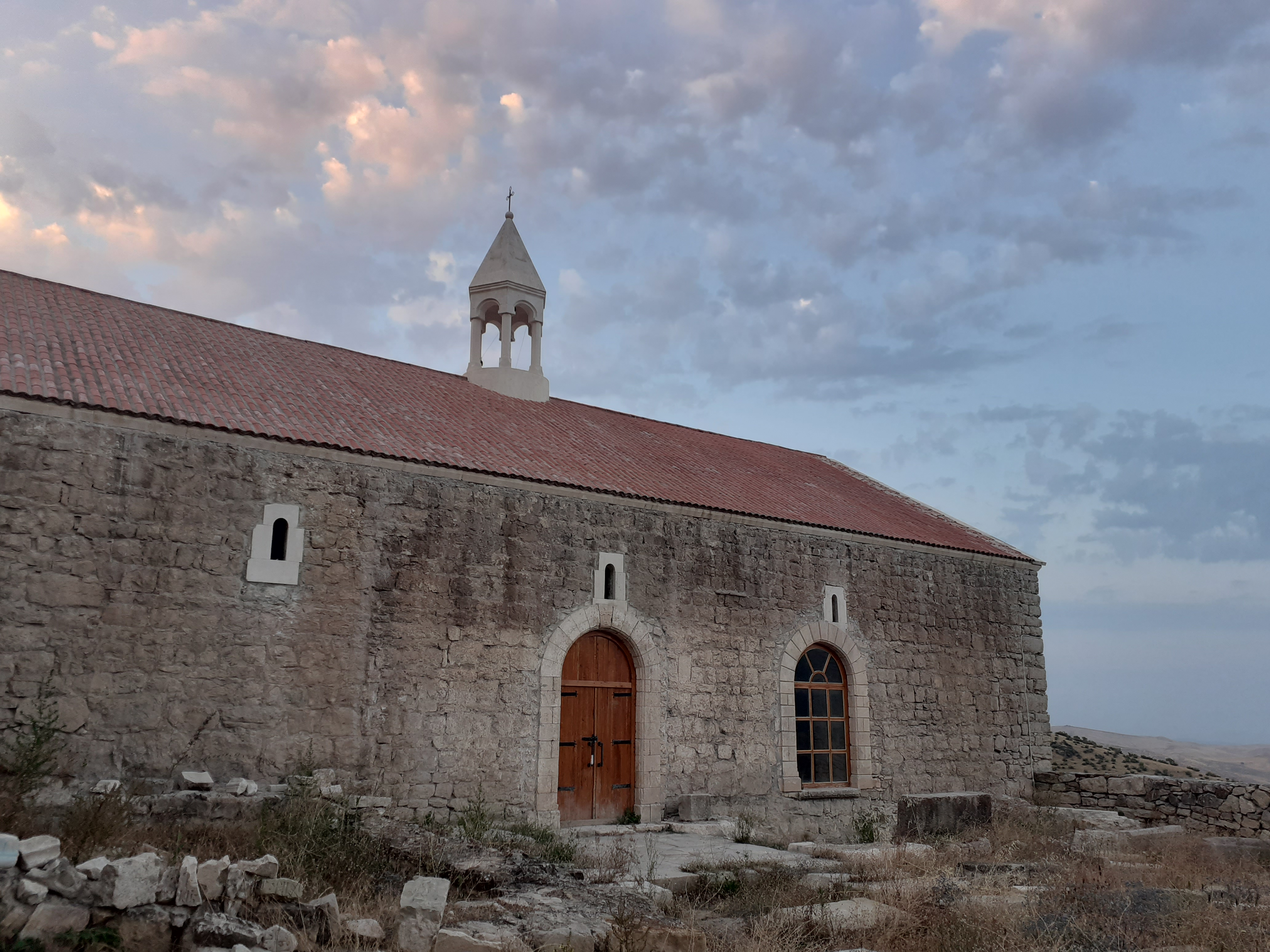
Igreja de São João (séc. XVII)
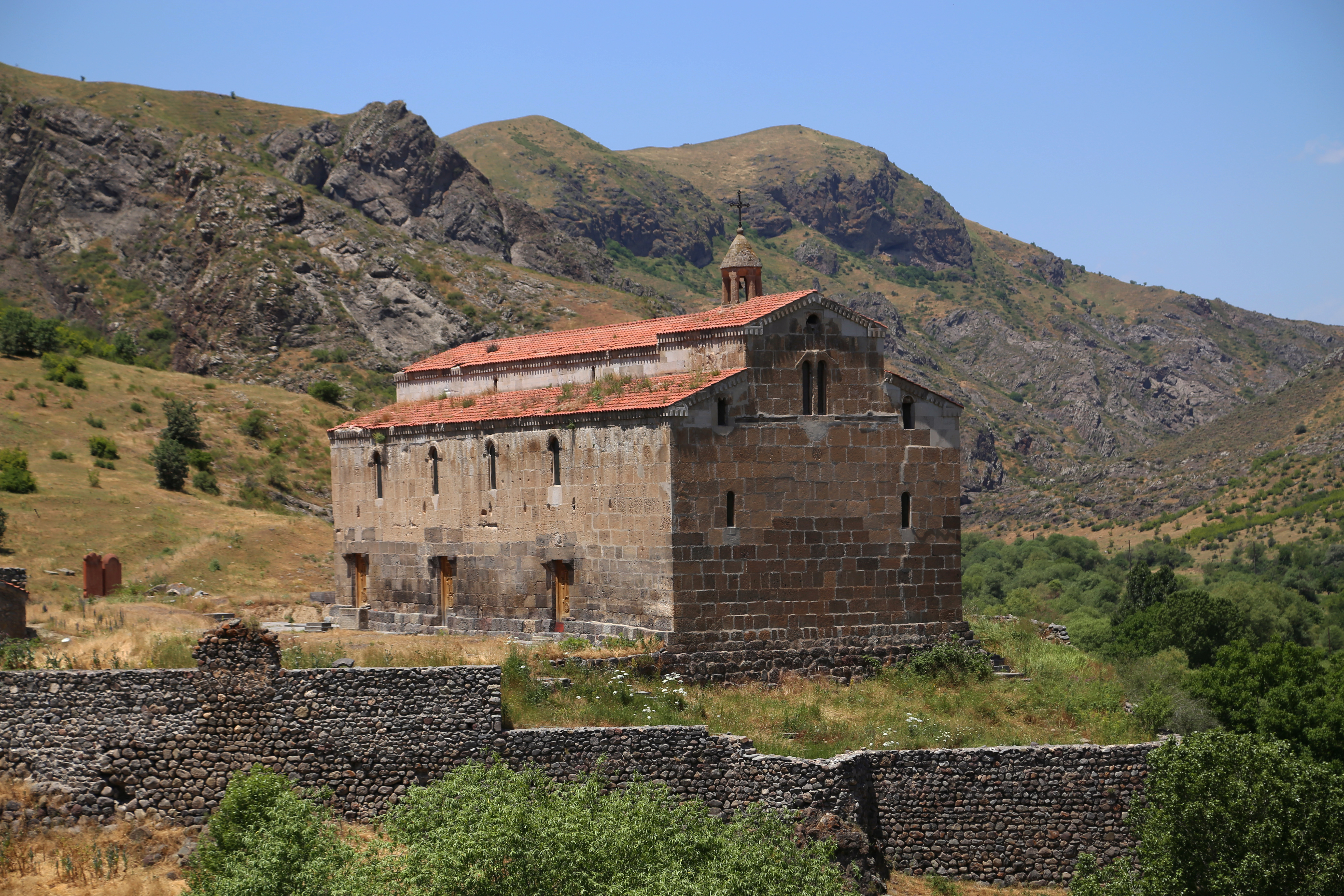
Mosteiro de Tsitsernavank (séc. IV-VI)
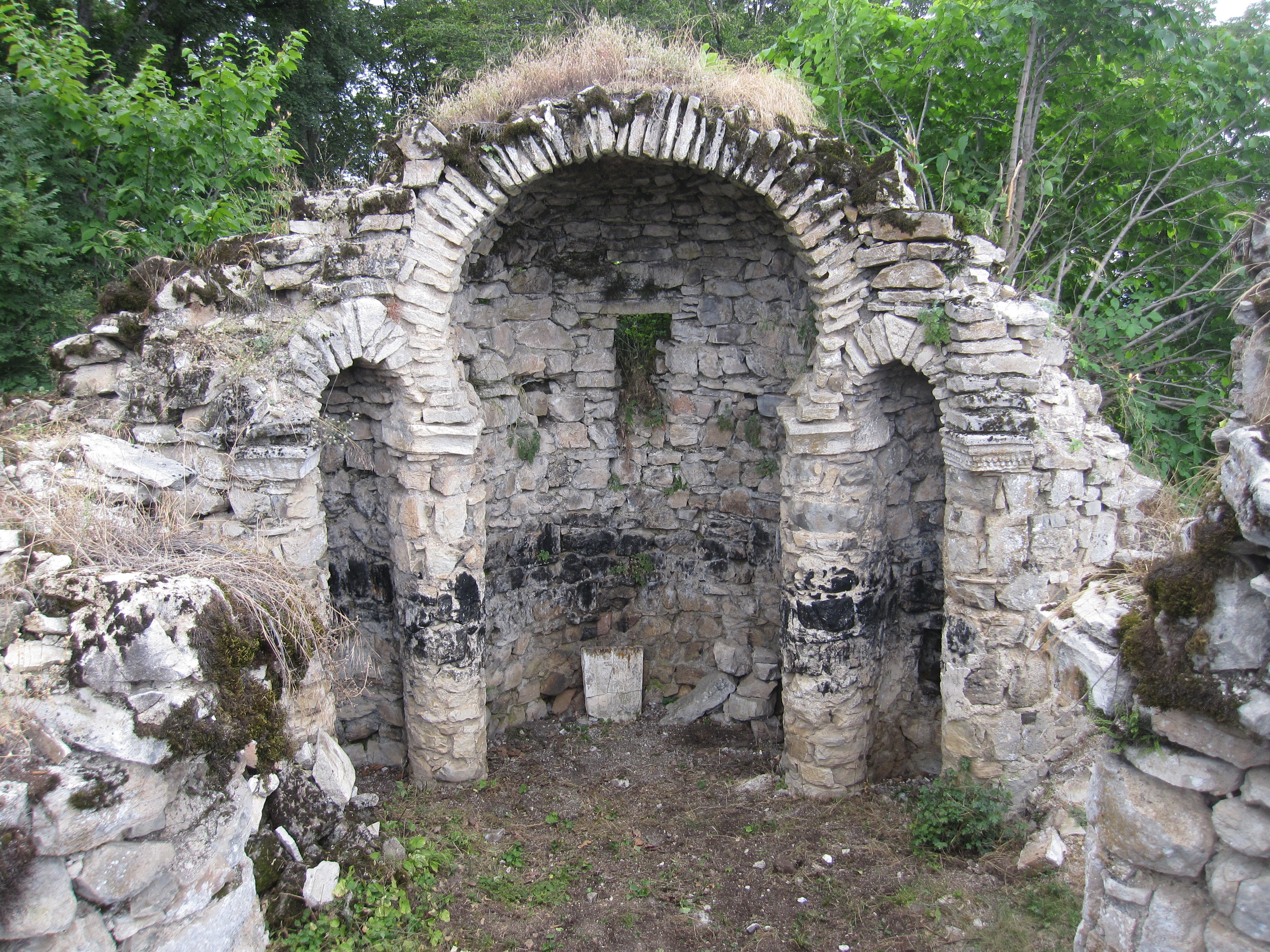
Ruínas do mosteiro de Okhti Drni (séc. V-VI)
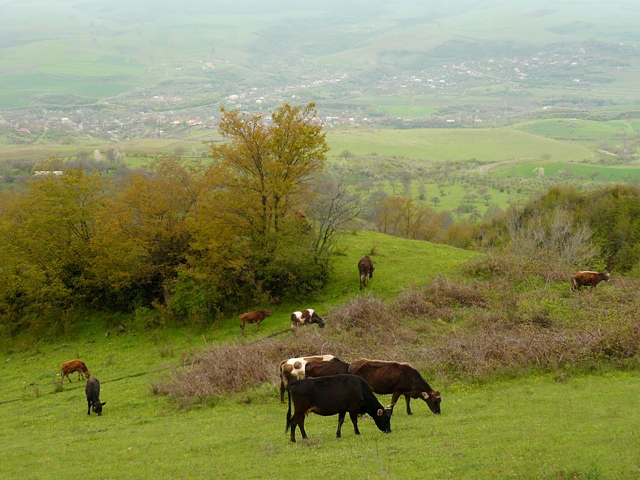
Arredores da aldeia de Karmir Shuka.